# R.U.R. (opera)
R.U.R. aneb Roboti podle Čapka je opera českého skladatele Jana Jiráska a libretistů Jana Schmida a Jana Koláře je napsána na motivy divadelní hry Karla Čapka R.U.R., která dala světu původní české slovo “robot“ a jejíž nadčasové téma je i v dnešní přetechnizované době zcela aktuální a univerzální.
„R.U.R. je moderní operou s přesahem do dalších hudebních žánrů včetně jazzu a rocku. Hudební jazyk R.U.R. vychází z kombinace zvuku hlasů sólistů i sboru se zvuky akustických a elektronických nástrojů. Poprvé bude u nás v opeře použit tzv. systém 5+1, tedy distribuce zvuku do celého prostoru sálu, velmi sugestivně působící, takže divák bude doslova vtažen doprostřed děje, bude jím obklopen a pohlcen.“ (Jan Jirásek, autor hudby)
Světová premiéra opery byla plánována na 23. července 2015 ve Foru Karlín, avšak neuskutečnila se.
Hudebního nastudování světové premiéry se měl ujmout dirigent Andrew Bisantz z Eugene Opery v Oregonu. Režisérem díla měl být generální a umělecký ředitel The Atlanta Opera Tomer Zvulun, který svěřil návrhy scény a kostýmů newyorským designérkám Vitě Tzykun a Mattie Ullrich. Účast na projektu přijali světově uznávaní sólisté: Helena/Adriana Kučerová, Domin/Lucas Meachem, Rádius/Štefan Kocán, Čapek/Pavol Remenár, Hallemeier/Monika Fabiánová, Alquist/Matthew Best, Gall/Nikolay Didenko, Busman/Leigh Melrose, Primus/Petr Nekoranec a další.